# Open Source Initiative
 (juin 2021).
Si vous disposez d'ouvrages ou d'articles de référence ou si vous connaissez des sites web de qualité traitant du thème abordé ici, merci de compléter l'article en donnant les références utiles à sa vérifiabilité et en les liant à la section « Notes et références ».
Open Source Initiative est une organisation dévouée à la promotion des logiciels open source.
Elle a été  créée en 1998 à Palo Alto par Christine Peterson,Todd Anderson, John « maddog » Hall, Larry Augustin, Sam Ockman et Michael Tiemann sous l'impulsion de Bruce Perens et Eric S. Raymond.

## Point de départ et historique
Né en 1998 d'une scission de la communauté du logiciel libre (communauté d'utilisateurs et de développeurs) afin de conduire une politique jugée plus adaptée aux réalités économiques et techniques, le mouvement open source défend la liberté d'accéder aux sources des programmes qu'ils utilisent afin d'aboutir à une économie du logiciel dépendant de la seule vente de prestations et non plus de celle de licences d'utilisation.
Parmi les applications de l’open source, on compte sa contribution au développement du noyau Linux et de logiciels animés par ce système d'exploitation. Une série d'essais d'Eric S. Raymond, datant de 1998, témoigne de la façon dont l’open source était vu à l'époque comme une sorte de nouvel Eldorado. Au nombre de ces essais figurent La Cathédrale et le Bazar et À la conquête de la noosphère, qui exposent le mode de développement open source.
En 2005, plusieurs milliers d'informaticiens français sont salariés grâce à ce modèle, tant dans de petites entreprises vendant des prestations spécialisées que chez les grands intégrateurs et les entreprises utilisatrices. Par ailleurs des géants du secteur (IBM, Novell, HP…) assoient certaines de leurs stratégies techniques et commerciales sur l'approche open source.

## «Open source» et «logiciel libre»
L'emploi des termes « logiciel libre » et « open source » de manière interchangeable est courant dans les médias, les licences d'utilisation étant souvent les mêmes et les développeurs ne se souciant pas toujours de la distinction.
Mais, une vive controverse oppose les partisans de l’open source et ceux du logiciel libre.
Les logiciels qui se rattachent au mouvement du logiciel libre répondent aux critères énoncés par la Free Software Foundation dans la Free Software Definition (en), elle-même rédigée par Richard Stallman.
La notion d’open source repose également sur des définitions précises. L'utilisation du terme open source a été suggérée par Christine Peterson, du Foresight Institute (en), afin de lever l'ambiguïté sémantique du mot anglais « free » — qui signifie libre au sens de « liberté », mais également libre au sens de « libre accès, gratuité » —, et par le biais de cette rectification sémantique, indiquer aux utilisateurs qu'un logiciel a un coût.
La principale critique issue du mouvement parent du logiciel libre est le fait que l’open source ne communique presque exclusivement que sur une des caractéristiques techniques des logiciels, la liberté d'accès au fonctionnement du logiciel, en occultant les motivations premières dont elles sont issues, au risque de les perdre. Ils accusent l’open source d'être mû par la dynamique et les ressources financières et d'expertise de multinationales, l'opposant au logiciel libre mû par des idéaux d’ordre philosophique et politique.
Un an après sa création, Bruce Perens, détenteur de la marque open source et créateur de l’Open Source Definition, décide de se retirer du projet à la suite de ce qu’il appelle un « échec de l’Open Source Initiative » et rédige un essai publié par la Free Software Foundation intitulé Pourquoi nous parlons de logiciel libre dans lequel il affirme que la Free Software Definition assure davantage de libertés aux utilisateurs des programmes.
Eric S. Raymond, un autre cofondateur de l'OSI, a ensuite été banni de la liste de diffusion OSI en mars 2020. Il avait affirmé le mois précédent que « l'OSI a été suborné et trahit son engagement fondateur envers la liberté », s'opposant aux modifications proposées aux licences qui « constitueraient une violation directe et flagrante de la charte de l'OSI et de [ses] intentions en fondant l'OSI ».
La publication en octobre 2024 de la définition de l'IA open source (OSAID) a été controversée, ouvrant la voie à de nouveaux désaccords et à un malaise considérable.
En pratique, la plupart des licences de l’open source satisfont aux critères du libre selon la Free Software Foundation, les différentes subtilités qui les distinguent étant principalement d’ordre philosophique et commercial.
À noter que seules certaines licences dont la GNU GPL (du projet GNU de Richard Stallman) garantissent la faculté dite de copyleft, c'est-à-dire le partage des modifications du code source sous la même licence que la version non-modifiée. Ces licences permettent ainsi de protéger les libertés des utilisateurs : le code source restera à jamais libre, car le copyleft garantit qu'on ne pourra pas ajouter de nouvelles restrictions. Elles assurent également une coopération loyale et pérenne envers la communauté du logiciel libre ainsi qu'envers tous les utilisateurs.

## Principes officiels
L'OSI a défini dix principes du mouvement open source. Ces principes sont :
1. Redistribution libre

La licence n'empêche aucune partie de vendre ou de céder le logiciel [...].
2. Code source

Le programme doit inclure le code source et doit permettre la distribution tant du code source que de sa forme compilée. [...] Le code source délibérément obfusqué n'est pas autorisé [...].
3. Travaux dérivés

La licence doit permettre les modifications et les travaux dérivés, ainsi que leur distribution dans les mêmes conditions que la licence du logiciel original.
4. Intégrité du code source de l'auteur

[...] La licence doit explicitement autoriser la distribution de logiciels construits à partir de code source modifié. La licence peut exiger que les œuvres dérivées portent un nom ou un numéro de version différent de celui du logiciel d'origine.
5. Pas de discrimination contre les personnes ou les groupes

La licence ne doit pas discriminer une personne ou un groupe de personnes.
6. Absence de discrimination dans les domaines de compétence

La licence ne doit empêcher personne d’utiliser le programme dans un domaine d’activité spécifique. Par exemple, elle ne doit pas empêcher le programme d'être utilisé dans une entreprise ou d'être utilisé pour la recherche génétique.
7. Distribution de la licence

Les droits attachés au programme doivent s'appliquer à tous ceux à qui le programme est redistribué, sans nécessité de conclure une licence additionnelle avec ces parties.
8. La licence ne doit pas être spécifique à un produit

Les droits attachés au programme ne doivent pas dépendre de son appartenance à une distribution de logiciel particulière. Si le programme est extrait de cette distribution et utilisé ou distribué selon les termes de la licence du programme, toutes les parties auxquelles le programme est redistribué devraient bénéficier des mêmes droits que ceux concédés avec la distribution de logiciel d'origine.
9. La licence ne doit pas restreindre d'autres logiciels

La licence ne doit pas imposer de restrictions à d'autres logiciels distribués avec le logiciel sous licence. Par exemple, la licence ne doit pas exiger que tous les autres programmes distribués sur le même support soient des logiciels à source ouverte.
10. La licence doit être neutre sur le plan technologique

Aucune disposition de la licence ne peut être basée sur une technologie ou un style d'interface individuel.

## Controverses, polémiques et prises de position
À la suite des élections du conseil d'administration de 2025, une pétition a été créée afin d'exiger de la part de l'OSI de publier les résultats complets et inchangés du scrutin, estimant que des candidats et votes ont été supprimés après la clôture de celui-ci, portant atteinte à la crédibilité de l'organisation,.